# Motionless in White
A Motionless in White egy 2005-ben alakult amerikai metálegyüttes a pennsylvaniai Scrantonból. Alapvetően metalcore műfajban zenélnek, azon belül pedig egy sajátos, sötét, melodikus, gyakran érzelmes zenét játszanak, ezért is említik meg őket gót metál vagy gót rock bandaként. Legújabb albumuk a "Scoring the end of the world", amely 13 számot tartalmaz. A banda youtube-csatornája körülbelül 900000 feliratkozót számol, Spotify-on pedig több, mint 2 millió meghallgatásuk van.

## Története
Az együttest 2005-ben Chris Cerulli alapította Angelo Parente dobossal, Frank Polumbo gitárossal, és Kyle White basszusgitárossal. Ekkoriban még gimnazisták voltak. Több névváltozat után döntöttek a Motionless In White mellett, és még ebben az évben kiadták azonos címen a demójukat is. A következő évben újabb tagok kerültek az együttesbe, és szerződést is kötöttek Zach Neillel, a Masquerade kiadó igazgatójával. Ez a kiadó ásta ki első EP-jüket, a The Whorrort is. Ezt 2009-ben követte a When Love Met Destruction EP. Ezután már a Warped Tour-on is felléphettek, valamint átszerződtek a Fearless Recordshoz.
Első stúdió albumuk Creatures címen jelent meg 2010-ben. Az együttes tagjai ekkor Chris Motionless, TJ Bell, Ricky "Horror" Olson, Josh Balz, Ryan Sitkowski és Angelo Parente voltak. Négy kislemez jelent meg a korongról: Abigail, Creatures, Immaculate Misconception és Puppets (The First Snow).
Második stúdióalbumuk Infamous címmel jelent meg 2012-ben. Az album megjelenésekor Chris-en kívül Ricky "Horror" Olson, Josh Balz, Ryan Sitkowski, Angelo Parente Brandon "Rage" Richer és Devin "Ghost" Sola voltak az együttes tagjai. Erről a korongról három kislemez jelent meg, a Devil's Night, az If It's Dead, We'll Kill It és az A-M-E-R-I-C-A.
Brandon "Rage" Richter 2014-ben lépett ki a zenekarból békés körülmények között. Ekkor az együttes már dolgozott harmadik nagylemezén, a Reincarnate-n, így Brandon helyét ideiglenesen Tom Hane vette át, a turnén pedig Vinny Mauro ül a dobok mögött. Az album érkezéséről április 23-án tudatták a rajongókat, a korong pedig szeptemberben meg is jelent. Az együttes jelenleg is turnézik, mely során első alkalommal hazánkban is felléptek, 2015. június 17-én.

## Diszkográfia
Stúdióalbumok
- Creatures (2010)
- Infamous (2012)
- Reincarnate (2014)
- Graveyard Shift (2017)
- Disguise (2019)
- Scoring the end of the world (2022)